# Zsadány
Zsadány ist eine ungarische Gemeinde im Kreis Sarkad im Komitat Békés. Sie liegt fünf Kilometer westlich der Grenze zu Rumänien.

## Geografie
Durch das Gemeindegebiet führt ein Nebenarm der Sebes-Körös die Tote Schnelle Kreisch. Zsadány grenzt an folgende Gemeinden:
| Körösújfalu | Komádi (HB)                                 | Biharugra |
| Okány       | Kompassrose, die auf Nachbargemeinden zeigt | Ateaș     |
|             | Mezőgyán                                    | Geszt     |

## Geschichte
Erste Siedlungsspuren gehen auf die Sarmaten oder die Geten zurück. Die erste schriftliche Erwähnung geht auf das Jahr 1219 im Váradi Regestrum zurück, später war die Herrschaft Zsadány im Besitz der ungarischen Adelsfamilie Almásy.

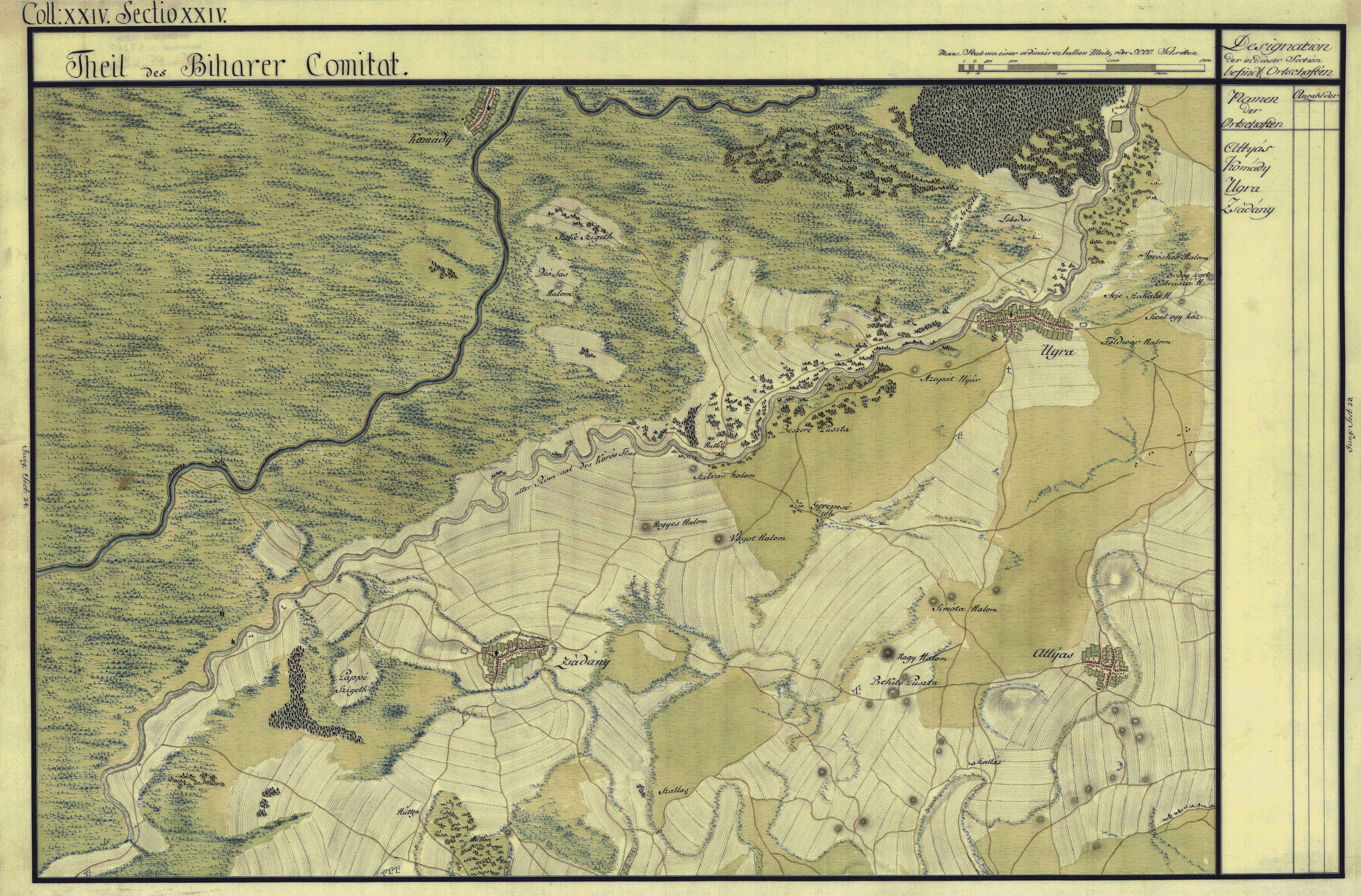
Zsadány (Mitte) um 1782 (Aufnahmeblatt der Josephinischen Landesaufnahme)
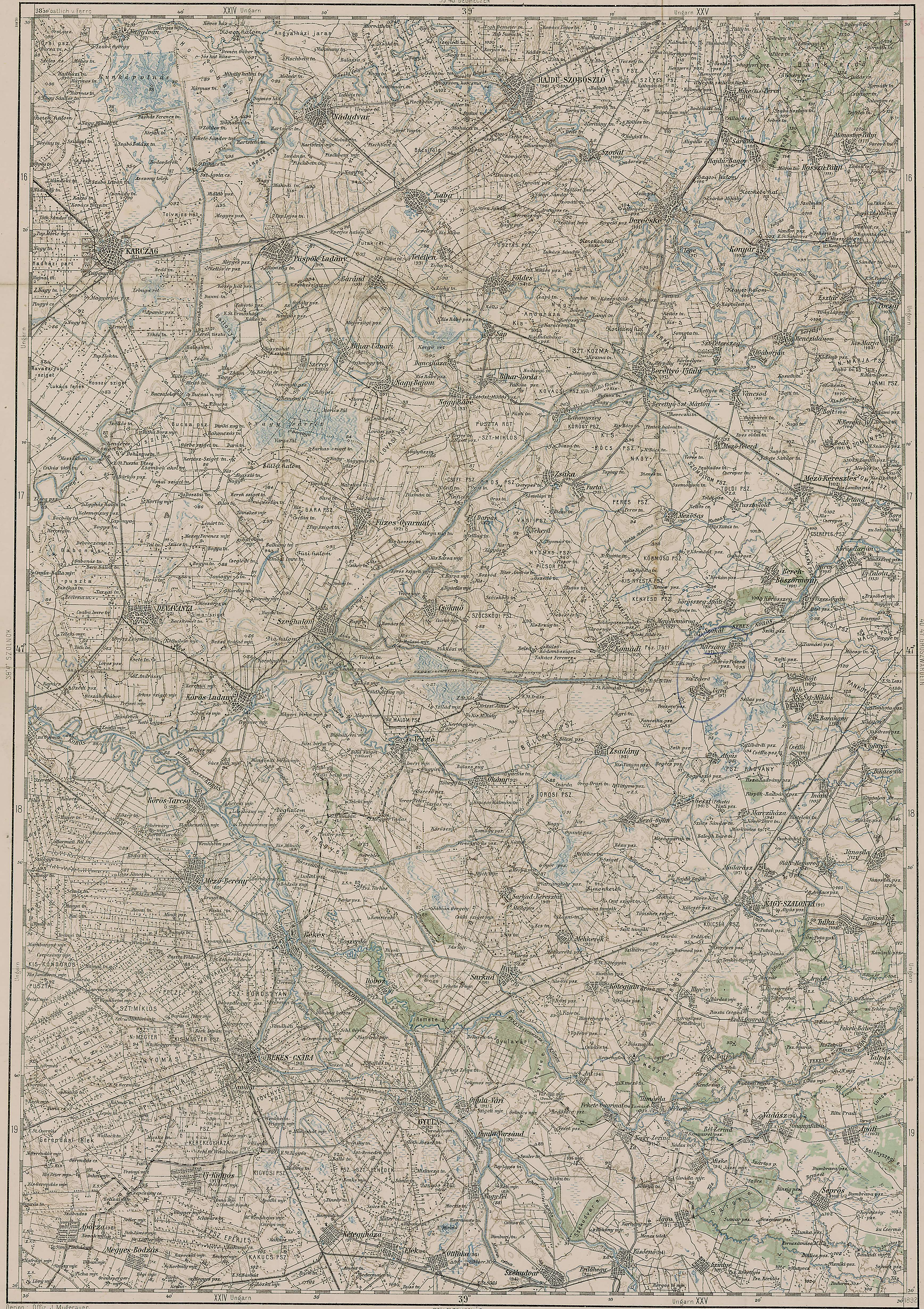
Zsadány (N 46° 55'; O 39° 10') um 1892 (Aufnahmeblatt der Franzisco-Josephinischen Landesaufnahme)

## Sehenswürdigkeiten
- Reformierte Kirche, erbaut 1794–1799

## Verkehr
In Zsadány treffen die Landstraßen Nr. 4219 und Nr. 4242 aufeinander. Der nächstgelegene Bahnhof befindet sich 14 Kilometer
westlich in Okány.

## Persönlichkeiten
- Tasziló Almássy (1847–1915), Graf, Magnat und Maler